# Eleno Guzmán
Eleno Guzmán Gutiérrez, (nacido en 1978 en Puerto Vallarta, México) es un artista escénico, gestor cultural, productor y promotor de la escena contemporánea internacional. De 2016 a 2019 fue Director Ejecutivo del Centro de Producción y Danza Contemporánea (CEPRODAC) del Instituto Nacional de Bellas Artes (México). 
Actualmente es Coordinador Ejecutivo de Omphalos de Damien Jalet.

## Trayectoria
Estudió actuación en Teatro Estudio (Guadalajara) y en Casa del Teatro (CDMX).  Formado en la danza contemporánea profesional a través de talleres y residencias nacionales e internacionales. En 2012 se titula como Licenciado en Educación Artística por la Escuela Superior de Artes de Yucatán.  Becario del Fondo Nacional para la Cultura y las Artes (FONCA) como Ejecutante de Teatro 02-03 y como Intérprete de Danza Contemporánea 06-07.
De 1999 al 2006, colabora como intérprete, creativo y finalmente como director artístico de Alicia Sánchez y Compañía / El Teatro de Movimiento, actuando en los escenarios más importantes de México, así como en festivales de Nueva York, Canadá, República Checa, España, Rusia, Francia, Bélgica y China.
Durante tres años formó parte del Consejo Consultivo de la Coordinación Nacional de Danza del Instituto Nacional de Bellas Artes (INBA). Destacan también su participación como jurado de preselección del Premio de creación coreográfica contemporánea INBA-UAM en su XXX edición y como jurado seleccionador del Primer cuerpo de bailarines del CEPRODAC, proyecto del FONCA-INBA.
En 2006 funda la empresa cultural MOVES [Movimiento Escénico]  que se especializa en la circulación internacional de danza y teatro contemporáneo, así como en la asesoría y curaduría de festivales de artes escénicas. Ha participado en importantes ferias, festivales y mercados escénicos como: México, Puerta de las Américas y ENARTES (México), APAP y American Dance Recon (EUA), Focus Danse (Francia), Fira Tárrega y Salmon (España), Objectifs Danse (Bélgica), Perforrming Arts Meeting (Japón), Tanzmesse (Alemania) y KAMS (Korea).
Del 2008 al 2016 tuvo a su cargo la Subdirección de Artes Escénicas del Centro de las Artes de San Luis Potosí, llevando a cabo importantes colaboraciones internacionales. A partir del 2013 forma parte del equipo coordinador del Diplomado "Interacciones - Cuerpos en diálogo" / Plataforma de Creación Coreográfica que se realiza en el Centro de las Artes de San Agustín, Oaxaca.
Formó parte de la Dirección Artística de la Muestra Nacional de Teatro Monterrey 2014 y fue invitado como Curador en el Encuentro Nacional de Danza @ Guadalajara 2014, organizados ambos por el INBA. Durante 5 años formó parte del equipo de Consejeros Artísticos de la Secretaría de Cultura de SLP. Actualmente es miembro del comité curatorial del Festival Internacional de Danza Contemporánea "Onésimo González" de Guadalajara; y Curador Asociado del Festival Internacional de Danza Riviera Maya en Playa del Carmen.
Recientemente participó en el comité seleccionador de la convocatoria de Artes Escénicas 2016 de la Coordinación del Sistema de Teatros de la Secretaría de Cultura de la Ciudad de México; y en diciembre de 2016, como Jurado Internacional del XX Certamen Coreográfico de Madrid.